# Aconcaguafloden
Aconcaguafloden är en flod i Chile som bildas när två mindre floder flyter samman i Anderna på 1 430 meters höjd över havet.  Floderna som flyter samman är Juncalfloden från öster, som kommer från berget Cerro Juncal, och Blancofloden från sydöst. Aconcaguafloden flyter västerut genom den breda Aconcaguadalen, Valle del Aconcagua, och mynnar ut i Stilla havet 20 km norr om Valparaíso.
Trots att namnet antyder att floden kommer från berget Aconcaguas sluttningar, så är detta inte fallet. Aconcagua är beläget i Argentina, ca 20 km från flodens källor som ligger på Chilenskt territorium.
Flodens lopp är ca 142 km långt, och den rinner genom de mest befolkade områdena i de Chilenska provinserna San Felipe de Aconcagua och Los Andes, och är därmed även den viktigaste ekonomiska naturresursen i regionen. Medelflödet i floden är ca 39 m3/s.